# Corrosione del vetro

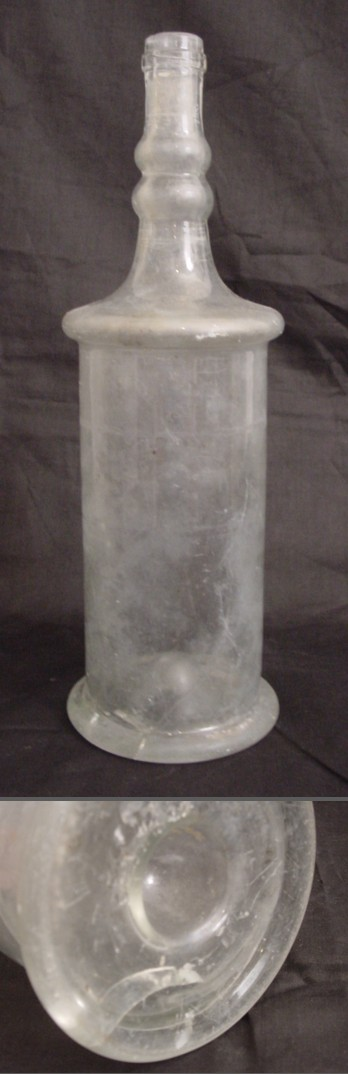
Bottiglia recante i segni della corrosione

La corrosione del vetro è un processo chimico-fisico che porta alla degradazione del vetro in presenza di determinate condizioni di umidità relativa. Il fenomeno riveste notevole importanza nel campo della conservazione dei reperti storici e archeologici.

## Cause ed effetti
La degradazione del vetro è favorita da un difetto intrinseco nella formulazione chimica dell'impasto originario. In genere, un contenuto insufficiente di ossido di calcio mantiene bassa l'idrosolubilità degli alcali contenuti nel materiale. Un'esposizione a livelli più alti di umidità relativa, durante la conservazione o l'esposizione museale, causa l'idratazione di questi sali, la loro lisciviazione e la fuoriuscita dal reticolato siliceo. Una successiva riduzione dell'umidità relativa porta questi sali idrati a depositarsi sulla superficie vitrea, con formazione di una "crosta" dura che conferisce al manufatto interessato dalla degradazione un particolare aspetto esteriore.
Il processo causa una complessa disintegrazione del vetro che può essere individuata da una varietà di sintomi. Uno di questi è proprio il già menzionato deposito di una crosta che può formare un duro rivestimento alcalino sulla superficie. Un altro sintomo è una peculiare rete di sottili fessurazioni superficiali, o screpolature (crizzling, nella letteratura anglofona), che possono ridurre la trasparenza del vetro e finanche minacciarne l'integrità strutturale.